# Pseudocoutierea conchae
Pseudocoutierea conchae är en kräftdjursart som beskrevs av Criales 1981. Pseudocoutierea conchae ingår i släktet Pseudocoutierea och familjen Palaemonidae. Inga underarter finns listade i Catalogue of Life.